# Karavell

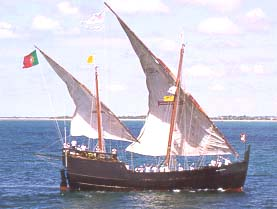
Replik av portugisisk karavell

En karavell är ett mindre, lättmanövrerat två- eller tremastat fartyg i trä som främst användes av Portugal och Spanien vid långresor över havet under 1400- och 1500-talen.
Ordet 'karavell kommer från portugisiska caravela, som är diminutiv av caraba, ett slags allmogebåt. Caraba i sin tur kommer över latinet från grekiska car'abos, "krabba".
Även om karacken var den främsta fartygstypen hos det medeltida skeppsbyggeriet var den inte lämplig för vissa användningsområden. Från början användes karracker när spanska och portugisiska fartyg började röra sig allt längre hemifrån längs den afrikanska kusten. Men de stora skeppen hade inte den precision som krävdes för att segla nära kusten i grunt vatten. Därför började man använda mindre karracker, karaveller, med en vikt på cirka 50 ton.
Karavellen var i regel riggad med tre master, ett försegel på fockmasten, ett råsegel på stormasten och ett latinsegel på mesanen, en caravella redonda. Karavellens mindre vikt och ett djupgående på bara två meter gjorde att den kunde utforska flodmynningar och gå och ankra nära stranden. Latinseglet hjälpte också till att göra fartyget lättare att manövrera, då det gjorde det möjligt att kryssa mot vinden.  Förhållandet längd-bredd var vanligtvis 3:1 och med en längd på 20–30 meter brukade den inte ha förskans eller en stor akterskans.
De tre skepp som följde Christoffer Columbus över Atlanten 1492 var en karack, Santa Maria, och två karaveller, Niña och Pinta.